# Au secours Poly, au secours !
Pour les articles homonymes, voir Au secours ! (homonymie).
Au secours Poly, au secours ! est un feuilleton télévisé français en noir et blanc, en 13 épisodes de 13 minutes, écrit par Cécile Aubry et réalisé par Henri Toulout. Il a été diffusé à partir du 22 décembre 1966 sur la première chaîne de l'ORTF.

## Synopsis
Cinquième feuilleton mettant en vedette le cheval Poly, succédant à Poly au Portugal diffusé l'année précédente, avec le même acteur principal Stéphane Di Napoli, mais cette fois dans un rôle différent.

## Distribution
- Stéphane Di Napoli : Filipe
- Liliane Patrick : Perpétua
- Pascal Terracol : Carlitos
- Alain Noël : Pedro
- Dominique de Keuchel: Nando

## Bande originale
- - Au secours Poly, au secours ! par les Petits Chanteurs d'Asnières
  - Quand Poly passait par là par les Petits Chanteurs d'Asnières
  - Va Poly, va mon cheval par les Petits Chanteurs d'Asnières
  - Le pêcheur et le poisson par les Petits Chanteurs d'Asnières

## Épisodes
1 Le Secret de la maison blanche
2 Les Deux étrangers
3 Comment sauver dom Filipe
4 L'Oncle de Filipe 
5 La Visite de dom Diogo da Quinta
6 Bon voyage Filipe
7 La Maison sur l'eau
8 Le Mystérieux Message 
9 Le Cavalier inconnu 
10 L'Enlèvement
11 La Barque à la dérive
12 La Grande Fête du Ribatejo
13 Le Secret de l'ambre gris

## Autres feuilletons mettant en scènePoly
- Poly (1961)
- Les Vacances de Poly (1963)
- Poly et le secret des sept étoiles (1964)
- Poly au Portugal (1965)
- Poly et le diamant noir (1967)
- Poly à Venise (1970)
- Poly en Espagne (1972)
- Poly en Tunisie (1973)